# Chiquihuitlán de Benito Juárez
Chiquihuitlán de Benito Juárez är en kommun i Mexiko.   Den ligger i delstaten Oaxaca, i den sydöstra delen av landet, 300 km sydost om huvudstaden Mexico City. Antalet invånare är 1 877. Arean är 38 kvadratkilometer.
Terrängen i Chiquihuitlán de Benito Juárez är kuperad åt sydväst, men åt nordost är den bergig.
Följande samhällen finns i Chiquihuitlán de Benito Juárez:
- La Concepción
- Agua Tendida
- Agua Espina